# Aletris foliosa
Aletris foliosa là một loài thực vật có hoa trong họ Nartheciaceae. Loài này được (Maxim.) Bureau & Franch. mô tả khoa học đầu tiên năm 1891.